# Erwin Petermann
Erwin Petermann (geboren 12. September 1904 in Stuttgart, Deutsches Kaiserreich; gestorben 6. April 1989 in Stuttgart, Bundesrepublik Deutschland) war ein deutscher Kunsthistoriker und Museumsdirektor.

## Leben

### Ausbildung
1925 absolvierte Petermann die 1. Lehrerdienstprüfung und Ergänzungsreifeprüfung. Von 1926 bis 1929 studierte er Altphilologie, Kunstgeschichte und Klassische Archäologie an den Universitäten München, Tübingen und Berlin. Aus finanziellen Gründen musste er sein Studium nach dem fünften Semester abbrechen.
1926 trat Petermann der Roten Studentengruppe und der KPD bei. Von 1930 bis 1932 leitete er eine Marxistische Arbeiterschule und unterrichtete als Lehramtsanwärter an Volksschulen und höheren Schulen in Baden-Württemberg.

### Verfolgung während der NS-Zeit
Unter der Herrschaft der Nationalsozialisten wurde Petermann Im März 1933 wegen seiner KPD-Mitgliedschaft in Neuenstadt am Kocher verhaftet, am 1. Mai desselben Jahres aus dem Polizeigefängnis Stuttgart und gleichzeitig aus dem Schuldienst entlassen. Aufgrund von mutmaßlichen Spitzelaussagen der Brüder Eugen und Alfons Wicker erfolgte im Juni 1934 eine erneute Verhaftung zusammen mit seiner Frau Helene Petermann, geborene Külbel. Die beiden wurden am 12. September 1934 wieder entlassen. Am 10. Dezember 1936 wurde Petermann vom Oberlandesgericht Stuttgart wegen „Vorbereitung zum Hochverrat“ zu zwei Jahren Haft verurteilt, die er in Ulm absitzen musste. Am 29. Mai 1937 wurde er vorzeitig entlassen. Am 27. September 1939 wurde er erneut verhaftet, als Schutzhäftling im Konzentrationslager Buchenwald interniert und schließlich  am 11. Januar 1940 entlassen.
Nach der letzten Haft war er ab 1940 Angestellter bei der Firma Rudolf Külbel Lederwaren. Der Sattler und Kommunist Külbel hatte 1933 eine Firma für Füllfederhalteretuis mit Reißverschluss gegründet, die seit 1934 ihren Sitz in Kornwestheim hatte.

### Mitarbeiter der Graphischen Sammlung der Staatsgalerie
Seit 1925 sammelte Petermann politische Zeichnungen von George Grosz, die bei einer seiner Verhaftungen beschlagnahmt wurden.
Um sich weiterzubilden, besuchte Petermann ab 1938 häufig die Graphische Sammlung der Staatsgalerie Stuttgart und nahm zum damaligen Kurator der Sammlung, Heinrich Theodor Musper, Kontakt auf. Musper übertrug ihm schließlich die Aufgabe, ein Verzeichnis der Radierungen des württembergischen Malers und Grafikers Heinrich Seufferheld (1866–1940) zu erstellen.

### Leiter der Graphischen Sammlung der Staatsgalerie
Während Musper nach Kriegsende neuer Direktor der Staatsgalerie Stuttgart wurde, wurde Petermann am 21. Juni 1945 zum Leiter der Graphischen Sammlungen und Kurator der Staatsgalerie Stuttgart ernannt. 1946 erfolgte die Ernennung zum Hauptkonservator.
Die erste Ausstellung der Staatsgalerie nach dem Krieg wurde am 15. November 1945 unter dem Titel „Kunst gegen Krieg“ eröffnet. Sie zeigte Arbeiten auf Papier von Käthe Kollwitz, Ernst Barlach, Max Beckmann, Otto Dix und George Grosz. Trotz Attentaten auf zwei Bilder und Protestbriefen fanden danach immer wieder Ausstellungen mit Werken von Künstlern statt, die unter der Herrschaft der Nationalsozialisten geächtet worden waren. Petermann war maßgeblich beteiligt an der Gestaltung dieser Ausstellungen. Petermann baute Kontakte auf zu Sammlern wie Max Kade, Heinrich Scheufelen, Hugo Borst, Thekla und Alfred Hess.
Eine besondere Beziehung hatte er zu dem Künstler Christian Anton Laely, der seit 1945 den Nachlass von Ernst Ludwig Kirchner verwaltete. Er war es vermutlich, der ein Ehepaar Gervais erfand, um trotz Vermögenssperre eine Sammlung Gervais mit dem grafischen Werk (924 Blätter) von Ernst Ludwig Kirchner auf dem Kunstmarkt anbieten zu können. 1948 gelang es Petermann, 122 Blätter der Sammlung als Leihgaben in der Staatsgalerie zu präsentieren. 1957 konnte die Staatsgalerie 143 Blätter der Sammlung ankaufen. Die Staatsgalerie besitzt eine Radierung aus dem Jahr 1958 von Laely mit der Widmung „für Herrn E. Petermann“, die als Danksagung interpretiert werden kann.
In den Folgejahren baute Petermann die Graphische Sammlung vor allem mit Werken der Klassischen Moderne aus. Auch beriet er Musper bei Ankäufen für die Gemäldesammlung und hatte maßgeblichen Anteil beim Ankauf der Sammlung des norwegischen Reeders Ragnar Moltzau. Diese bestand aus 29 Werken von Paul Gauguin, Henri Matisse, Auguste Renoir, Paul Cézanne, Amedeo Modigliani und Pablo Picasso und wurde für zehn Millionen D-Mark mit Toto-Lotto-Mitteln 1959 angekauft. In der Folge sprach man vom „Stuttgarter Museumswunder“. Der Grundstein war gelegt, damit die Staatsgalerie zu einer der bedeutenden Sammlungen moderner Kunst in Deutschland wurde.

### Direktor der Staatsgalerie
Nachdem Musper in den Ruhestand gegangen war, wurde Petermann am 1. April 1962 die kommissarische Leitung der Staatsgalerie übertragen. Da die Adenauer-Regierung 1950 ein Berufsverbot für KPD-Mitglieder erlassen hatte und die Partei 1956 verboten wurde, beschied das baden-württembergische Kultusministerium, dass Petermann aufgrund seiner ehemaligen KPD-Mitgliedschaft auf seine Verfassungstreue überprüft werden müsse. Es konnte jedoch nichts Belastendes gefunden werden. Zudem wurde er natürlich wegen seines abgebrochenen Studiums in Frage gestellt. Allerdings war er gleichzeitig in Fachkreisen anerkannt für sein gutes Gespür für zeitgenössische Kunst, für seine große fachliche Kompetenz, für sehr gute Kontakte zum Kunstmarkt und für sein besonderes Verhandlungsgeschick im Umgang mit Privatsammlern. So wurde Petermann am 26. April 1963 vom baden-württembergischen Kultusministerium zum Direktor der Staatsgalerie Stuttgart ernannt. Er hatte das Ziel, das an der Vergangenheit orientierte Kunstmuseum zu einem an der Gegenwartskunst orientierten Museum weiterzuentwickeln.
1968 gelang es Petermann, die Sammlung Hugo Borst mit über 360 Gemälden, Grafiken und Plastiken schwäbischer Künstler des 20. Jahrhunderts, des deutschen Expressionismus, der französischen Moderne und der Stuttgarter Sezession für die Staatsgalerie zu erwerben. Im Bestreben, die Staatsgalerie mehr und mehr auf die zeitgenössische Kunst auszurichten, setzte er sich auch für den Kauf eines Werks des US-amerikanischen Künstlers Jackson Pollock ein.
1966 wurde Petermann zum Professor ernannt. Er ging 1968 in Pension.

## Ehrungen
1969 erhielt Petermann das Große Verdienstkreuz der Bundesrepublik Deutschland.

## Veröffentlichungen (Auswahl)
Ausstellungskataloge und Verzeichnisse
- Formschnitte des Weisskunig. 1937, OCLC 1499538185.
- E. L. Kirchner: Aquarelle, Zeichnungen, Druckgraphik. Katalog der Ausstellung vom 29. Mai bis 4. Juli 1948 im Württembergischen Kunstverein. Hatje, Stuttgart / Calw 1948, DNB 452419670.
- Käthe Kollwitz. Katalog der Ausstellung September/Oktober 1950 des Württembergischen Kunstvereins im Künstlerhaus Sonnenhalde. Stuttgart 1950, OCLC 985598829.
- G. B. und D. Tiepolo. Katalog der Ausstellung des Stuttgarter Galerievereins. Stuttgarter Galerieverein, Stuttgart 1954, DNB 577321277.
- Alfred Lörcher: Bronzen und Terrakotten. Katalog der Ausstellung vom 12. September bis 11. Oktober 1959. Kölnischer Kunstverein, Köln 1959, DNB 575356987.
- Sammlung Max Kade: Leihgabe der Max Kade-Foundation Inc. New York. Staatsgalerie Stuttgart, Stuttgart 1963, OCLC 1156799893.
- Erich Heckel. Zum 80. Geburtstag. Katalog der Ausstellung vom 16. Juli bis 1. September 1963, Staatsgalerie Stuttgart. 1963.
- Die Druckgraphik von Wilhelm Lehmbruck: Verzeichnis. Hatje, Stuttgart 1964, DNB 452753252. Inhaltsverzeichnis.

Artikel
- Johann Gotthard Müller und die Kupferstecherschule der Hohen Carlsschule. Katalog der Ausstellung im Museum der bildenden Künste Stuttgart, 4. November 1959 bis 31. Januar 1960. In: Die Hohe Carlsschule. Stuttgart 1959.
- Die Formschnitte des Weisskunig. In: Heinrich Theodor Musper u. a. (Hrsg.): Weisskunig. Maximilian I. Römisch-deutscher Kaiser. Textband. Kohlhammer, Stuttgart 1956, DNB 453267491, S. 57–148.

Herausgeberschaft
- mit Heinrich Theodor Musper, Rudolf Buchner, Heinz-Otto Burger: Weisskunig. Maximilian I. Römisch-deutscher Kaiser. Textband. Kohlhammer, Stuttgart 1956, DNB 453267491. Inhaltsverzeichnis.
- mit Heinrich Theodor Musper, Rudolf Buchner, Heinz-Otto Burger (Hrsg.): Kaiser Maximilian I. Weisskunig. Tafelband: In Lichtdruck-Faksimiles nach Frühdrucken. Band 2. W. Kohlhammer, Stuttgart 1956, OCLC 459423550.